# Aleksander Waszkiewicz
Aleksander Waszkiewicz, poljski general, * 15. avgust 1901, Białowieża, † 22. april 1945, Tauer, Nemčija.